# كارلوس كاسترو
كارلوس كاسترو (بالإسبانية: Carlos Antonio Castro Caputo)‏ (17 ديسمبر 1974 إشبيلية إسبانيا - ) هو لاعب كرة قدم إسباني يلعب كمدافع.

## روابط خارجية
- كارلوس كاسترو على موقع الاتحاد الدولي (مؤرشف)  (الإنجليزية)